# Пейгалайнен Анатолій Володимирович
Пейгалайнен Анатолій Володимирович (нар. 28 листопада 1945, м. Дубно, Рівненська область)— український політик. Член Комуністичної партії України; колишній народний депутат України.

## Життєпис
Закінчив Ленінградський інститут водного транспорту (1965—1970), інженер-механік, «Суднові машини та механізми».
Працював лаборантом з 1964 р. по 1965 р. у Барнаульській ремонтно-експлуатаційній базі флоту.
У період з 1970 р. по 1975 р. був конструктором, начальником відділу та начальник дільниці, а з 1975 р. по 1977 р.— секретарем парткому, Барнаульської ремонтно-експлуатаційної бази флоту.
З 1977 р.— механік балонного цеху, майстер, секретар партбюро ТЕСЦ № 1 та заступник начальника балонного цеху, а з 1989 р.— секретар парткому, Харцизький трубний завод.
З березня 1990 р.— 2-й секретар, а вже з 06.1990 р.— 1-й секретар, Харцизький МК КПУ.
В період з серпня 1991 р. по 1994 р. був заступником начальника балонного цеху, Харцизького трубного заводу.
З травня 1993 р.— секретар, Харцизький МК КПУ.

## Політична діяльність
Народний депутат України 3- го скликання з березня 1998 р. по квітень 2002 р. від КПУ, № 93 в списку. На час виборів: народний депутат України, член КПУ. Член Комітету з питань державного будівництва, місцевого самоврядування та діяльності рад (з 07.1998 р.), член Комітету з питань державного будівництва та місцевого самоврядування; член фракції КПУ (з 05.1998 р.).
Народний депутат України 2 скликання з квітня 1994 (2-й тур) до квітня 1998, Харцизький виборчого округу № 143, Донецької області, висунутий від КПУ. Член Комітету з питань державного будівництва, діяльності рад і самоврядування (був головою підкомісії з питань діяльності рад і самоврядування). Член депутатської фракції комуністів. На час виборів працював заступником начальника цеху Харцизького державного трубного заводу.
Член Конституційної Комісії від ВР України у період з листопада 1994 р. по 1996 р.

## Особисте життя
Дружина Антоніна Андріївна, має дочку.